# Tesa (unità di misura)
Una tesa (simbolo: T) è un'unità di misura della lunghezza, di superficie e volume originaria della Francia prerivoluzionaria. Nell'America settentrionale fu in uso principalmente nelle colonie francesi della  Louisiana e del Québec.

## Definizione

### Unità di lunghezza
- 1 tesa era esattamente pari a 6 piedi, pari a circa 1,949 metri in Francia prima del 10 dicembre 1799.
- 1 tesa era circa pari a 1,949 metri in Francia fra il 10 dicembre 1799 e il 1812 (nuova definizione).
- 1 tesa era esattamente pari a 2 metri in Francia fra il 1812 e il 1º gennaio 1840.
- 1 tesa era pari a 1,8 metri in Svizzera
- 1 tesa è pari a 1,872 metri in Valle d'Aosta, ancora in uso per misure agrarie.

### Unità di superficie
- 1 tesa (quadrata) francese era circa pari a 3,799 metri quadrati.
- 1 tesa (quadrata) valdostana è circa pari a 3,5 metri quadrati. 100 tese quadrate formano la quartanata, pari a 350 metri quadrati. Tale misura è ancora correntemente usata in Valle d'Aosta per le superfici agrarie.

### Unità di volume
- 1 tesa (cubica) era usata a Haiti nel XX secolo con il valore di 8,0 m³
- 1 tesa (cubica) è usata in Valle d'Aosta con valore di 6,56 m³.